# Lotyšský fotbalový šampionát 1921
První ročník Latvijas čempionāts futbolā (Lotyšského fotbalového šampionátu) se nedohrál kvůli veliké zimě.
Soutěže se zúčastnili čtyři kluby v jedné skupině. Hrálo se v jedné skupině každý s každým. Chybělo odehrát dva zápasy, jenže kvůli nečekané brzké zimě se nedohrálo.